# Fieldday

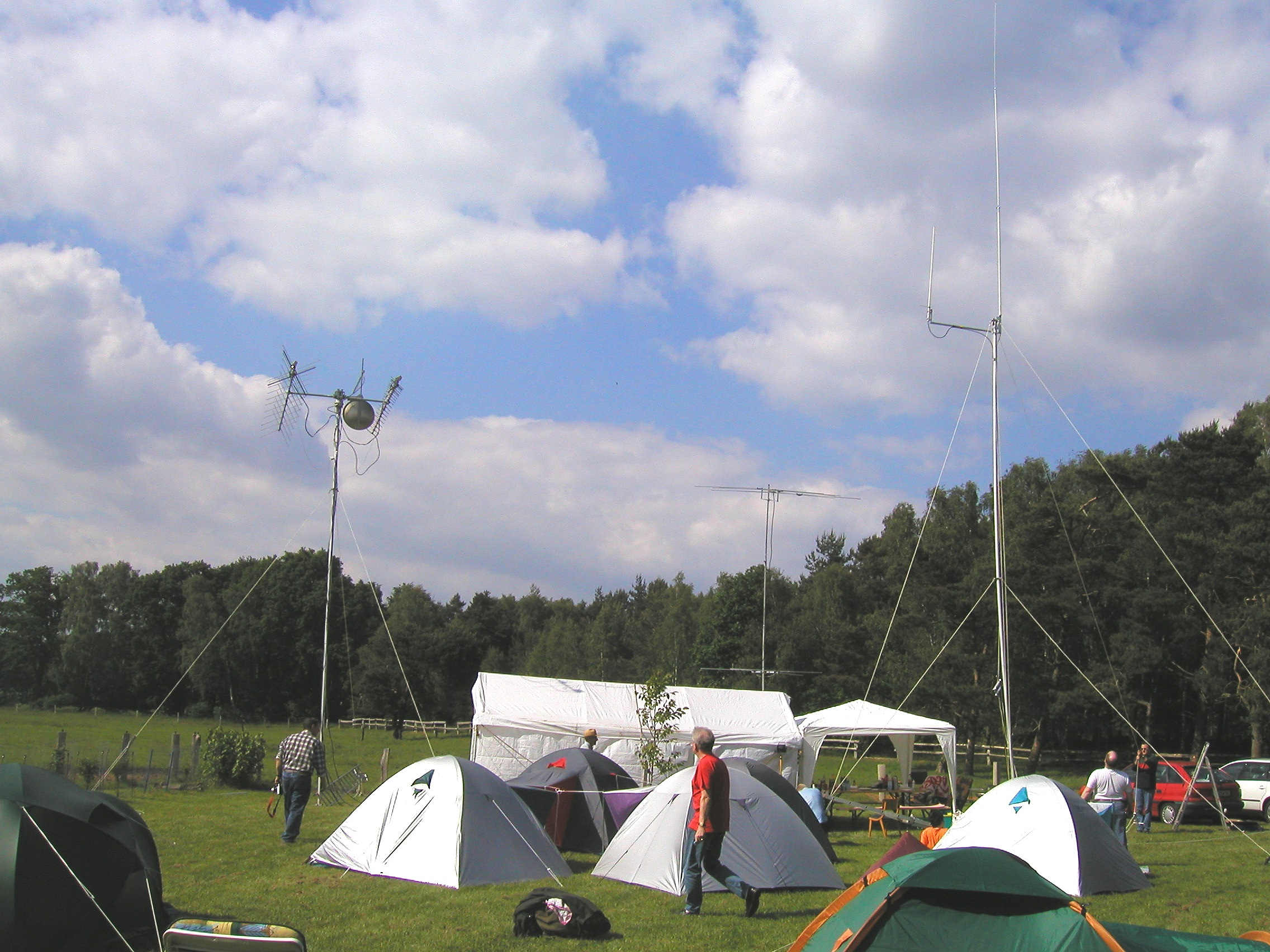
Fieldday in Lüneburg, 2002

Fieldday („Feldtag“; englisch Field Day) ist in seiner ursprünglichen Bezeichnung ein mehrtägiger Wettbewerb unter Funkamateuren. Heute ist Fieldday auch eine Bezeichnung für eine spezielle Amateurfunkaktivität, nämlich ein Treffen von Funkamateuren, bei dem eine oder mehrere Amateurfunkstellen auf freiem Gelände, also unabhängig vom Stromnetz und anderer Infrastruktur aufgebaut wird.
Bei den Fielddays als Wettbewerb müssen alle teilnehmenden Amateurfunkstellen unabhängig vom herkömmlichen Stromnetz in freiem Gelände aufgebaut sein. Bei einigen Wettbewerben wird ein Mindestabstand von 100 m zur nächsten Steckdose oder Stromleitung gefordert. Mit dieser Amateurfunkstelle versuchen die Funkamateure dann innerhalb eines vorgegebenen Zeitrahmens so viele Funkverbindungen wie möglich zu tätigen.
Die Fielddays stellen in der Praxis oft eine Mischung von Funkwettbewerb und Camping dar. Fielddays waren ursprünglich jährliche Katastrophenschutz- und Notfunkübungen, bei denen weltweiter Funkverkehr unter schwierigsten Bedingungen geübt wurde.
Bei Jugendfielddays treffen sich jugendliche Funkamateure zu einem Zeltlager mit Amateurfunkbetrieb. Neben dem Antennenbau, meist in Verbindung mit Amateurfunkpeilen (ARDF), stehen noch weitere Aktivitäten wie Elektronikbasteln, Geocaching oder der Gitarrenabend am Lagerfeuer auf dem Programm.